# AGMK FK
O AGMK é um clube de futebol uzbeque com sede em Olmaliq. A equipe compete no Campeonato Uzbeque de Futebol.

## História
O clube foi fundado em 2004 (como Olmaliq FK)

## Elenco
Atualizado em 30 de março de 2021.
Legenda
- : Capitão

### Títulos
- Copa do Uzbequistão: 2018